# Габор Кевеш
Габор Кевеш (угор. Gábor Köves; нар. 7 січня 1970) — колишній угорський тенісист.
Найвищу одиночну позицію світового рейтингу — 702 місце досяг 14 квітня 1990, парну — 79 місце — 12 жовтня 1998 року.
Найвищим досягненням на турнірах Великого шолома було 2 коло в парному та змішаному парному розрядах.

## Титули

### Парний розряд (4)
| Легенда (одиночний розряд) |
| Великий шлем (0)           |
| Tennis Masters Cup (0)     |
| Серія Мастерс ATP (0)      |
| Тур ATP (0)                |
| Челленджери (4)            |

| Ранг | Дата            | Турнір      | Покриття | Партнер           | Суперники                     | Рахунок       |
| 1.   | 20 серпня 2000  | Київ        | Ґрунт    | Крістіан Кордас   | Олег Огородов Андрій Столяров | 6–4, 7–5      |
| 2.   | 20 вересня 1998 | Будапешт II | Ґрунт    | Томас Штренберґер | Леош Фридль Радек Штепанек    | 6–4, 6–4      |
| 3.   | 19 жовтня 1997  | Гуаякіль    | Ґрунт    | Томас Нюдаль      | Дієго дель Ріо Маріано Пуерта | 2–6, 6–3, 7–6 |
| 4.   | 20 серпня 1995  | Женева      | Ґрунт    | Клінтон Феррейра  | Стефан Манай Патрік Мор       | 6–4, 6–2      |